# Lavado de la lana
El lavado de la lana es un proceso húmedo que se emplea para eliminar las impurezas naturales o adquiridas, de las  fibras. El proceso utiliza álcali de jabón, o detergentes no iónicos, para limpiar las fibras de la lana. Finalmente, éstas se enjuagan y se secan.
Parte del agua que se emplea en el proceso se reutiliza y el resto se descarga. El afluente contiene grasa de la lana, heces, sudor, sangre y otras impurezas; por eso, constituye uno de los desperdicios industriales que demanda la mayor cantidad de oxígeno bioquímico (DBO). El afluente crudo contiene, además, aceite y grasa, y puede tener también azufre, fenoles y pesticidas.